# Hans van Breukelen
Johannes Franciscus van Breukelen detto Hans (Utrecht, 4 ottobre 1956) è un ex calciatore olandese, di ruolo portiere.
Considerato uno dei migliori portieri della storia del calcio olandese, con la sua nazionale è stato campione d'Europa nel 1988. L'IFFHS lo ha inserito al 20º posto (a pari merito con il tedesco Andreas Köpke) nella classifica dei più forti numeri 1 europei del XX secolo.

## Carriera

### Club
Van Breukelen debutta nel calcio professionistico olandese nel marzo 1977 con l'Utrecht. Nella stagione 1978-79 diventa il portiere titolare. Con l'Utrecht raggiunge la finale di KNVB beker nel 1982.
Nel settembre 1982 è acquistato dal Nottingham Forest per £ 200 000 per sostituire Peter Shilton. In Inghilterra un grave infortunio lo tiene fermo per 4 mesi, ma, una volta ripresosi, rientra nel marzo 1983, contribuendo ad ottenere la qualificazione in Coppa UEFA. La stagione successiva gioca 36 partite su 42 in campionato, aiutando la squadra ad ottenere un terzo posto in campionato (sei punti dietro al Liverpool campione) e una semifinale di Coppa UEFA, dove il Nottingham Forest viene eliminato dall'Anderlecht.
Dopo due stagioni in Inghilterra Van Breukelen torna nei Paesi Bassi al PSV. Con il PSV vince il campionato olandese per 4 volte di fila dal 1986 al 1989. Nel 1988 vince anche la Coppa dei Campioni, parando un rigore in finale. Successivamente vince anche i campionati del 1991 e del 1992, sempre con il PSV, prima di ritirarsi al termine della stagione 1993-94.

### Nazionale
Van Breukelen debutta con la nazionale olandese l'11 ottobre 1980, in una partita contro la Germania Ovest. Con gli oranje vince il campionato d'Europa 1988 dopo aver battuto per 2-0 l'Unione Sovietica in finale, grazie anche a un rigore da lui parato a Igor Belanov.
Prende parte anche al campionato del mondo 1990 e al campionato d'Europa 1992, nel quale i Paesi Bassi vengono sconfitti in semifinale dalla Danimarca; per van Breuklen si tratta della 73ª e ultima partita con la nazionale.

## Palmarès

### Club

#### Competizioni nazionali
- Campionato olandese: 6

PSV Eindhoven: 1985-1986, 1986-1987, 1987-1988, 1988-1989, 1990-1991, 1991-1992
- Coppa dei Paesi Bassi: 3

PSV Eindhoven: 1987-1988, 1988-1989, 1989-1990
- Supercoppa dei Paesi Bassi: 1

PSV Eindhoven: 1992

#### Competizioni internazionali
- Coppa dei Campioni: 1

PSV Eindhoven: 1987-1988

### Nazionale
- Campionato d'Europa: 1

Germania Ovest 1988

### Individuale
- Portiere dell'anno dell'Eredivisie: 4

1987, 1988, 1991, 1992